# آشمانوو
آشمانوو (انگلیسی: Ashmanovo) یک شهرک در شهرستان ایلیشفسکی استان باشقیرستان کشور روسیه است.